# 薮正紘
薮 正紘（やぶ まさひろ、1997年〈平成9年〉6月6日 - ）は、日本の俳優である。イトーカンパニー所属。岐阜県出身。

## 来歴
1997年に岐阜で生まれる。高校卒業後、上京。当初は専門学校に通っていたが、中退し、芸能活動を始める。フリー活動を経て、2021年よりイトーカンパニー所属。

## 人物
趣味は、古着、銭湯、スポーツ観戦。特技はバスケットボール、料理。

## 映画
- 真島ミヤビ（2021年） - 藤田陸 役　※短編、榎本眞大 名義